# Kościół Saint Germain l’Auxerrois

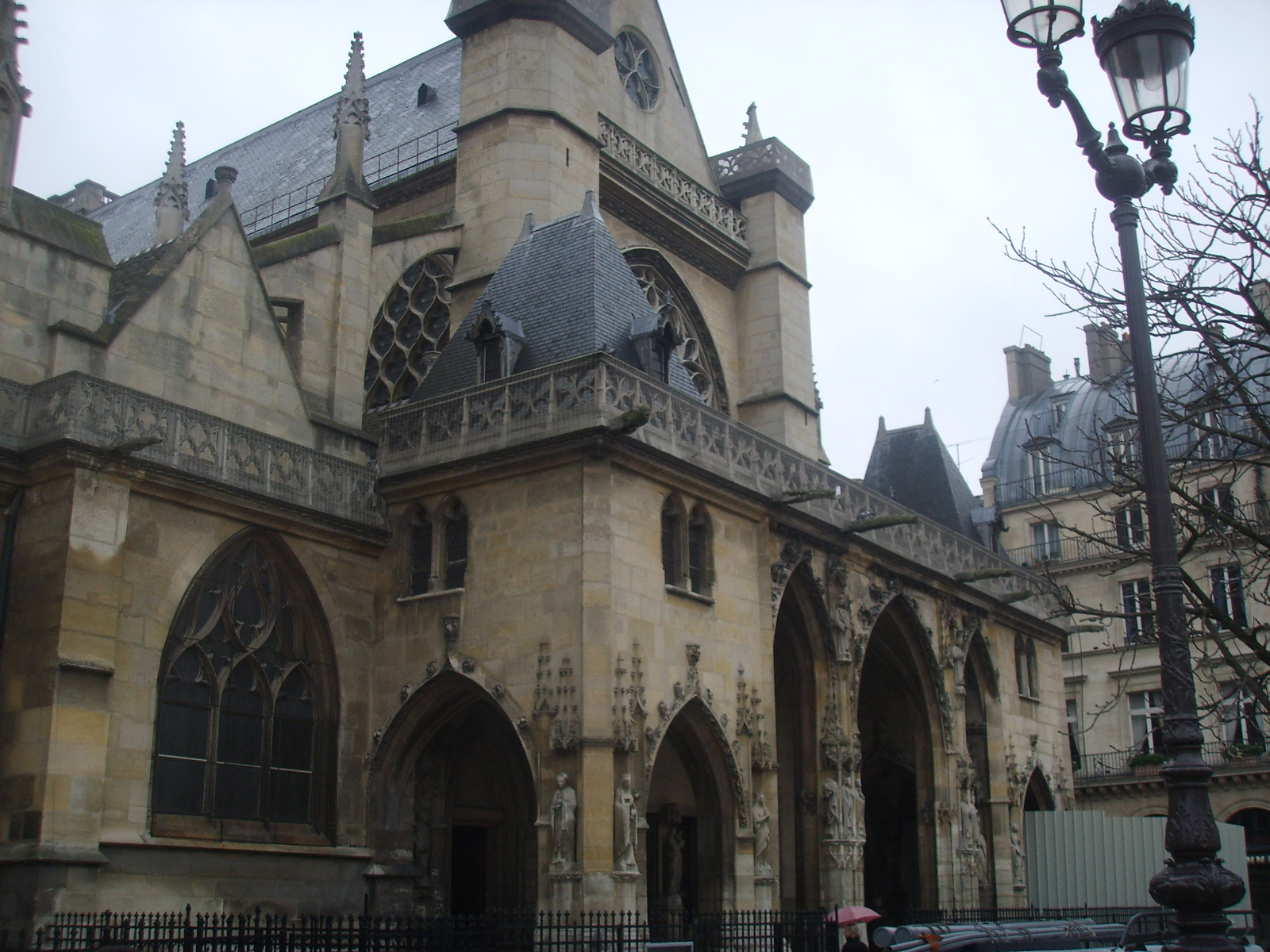
Saint-Germain l’Auxerrois

Kościół Saint Germain l’Auxerrois – kościół pod wezwaniem św. Germana, biskupa Auxerre, znajduje się nad Sekwaną w centrum Paryża przy Place du Louvre 2.
Znajdując się w bezpośrednim sąsiedztwie Luwru stanowił królewską parafię. Oryginalna świątynia z VI wieku z czasów dynastii Merowingów została zniszczona przez Normanów.
Był wielokrotnie przebudowywany i można odnaleźć w nim różne style architektoniczne, z których najmocniej zaakcentowany jest późny gotyk. Ścianę szczytową wieńczy rzeźba Michała Archanioła.
W 1572 r. dźwięk dzwonów tego kościoła dał sygnał rozpoczęcia tzw. nocy świętego Bartłomieja, kiedy to katolicy wymordowali tysiące protestantów. W czasie rewolucji zniszczono wnętrza świątyni zamieniając ją na magazyn zboża. Kościół został odbudowany w pierwszej połowie XIX wieku. Pochowano tu wielu artystów, a wśród nich architekta Louisa Le Vau, malarzy Jeana Chardin, François Bouchera i rzeźbiarza Antoine Coysevoxa.
Wewnątrz kościoła zachowała się XVI-wieczna flamandzka nastawa ołtarzowa, rzeźby z okresu od XIII do XV wieku.